# Kyrgyzstan Airlines
Kyrgyzstan Airlines (Kirgizisch: ОАО Национальный авиаперевозчик «Кыргызстан Аба Жолдору») is een Kirgizische luchtvaartmaatschappij met haar thuisbasis in Bisjkek.
Kyrgyzstan Airlines staat op de zwarte lijst voor luchtvaartmaatschappijen van de Europese Unie.

## Geschiedenis
Kyrgyzstan Airlines is opgericht in 1992 als opvolger van de Kirgizische divisie van Aeroflot.

## Diensten
Kyrgyzstan Airlines onderhoudt lijnvluchten naar: (juli 2007)
- Bisjkek
- Delhi
- Doesjanbe
- Jekaterinenburg
- Moskou
- Novosibirsk
- Sharjah
- Ürümqi

## Vloot
De vloot van Kyrgyzstan Airlines bestaat uit: (december 2011)
- 11 Yakovlev Yak-40()
- 1 Tupolev TU-134A